# Yvonne Cormeau

Het Wheelwright-netwerk waarvan Cormeau deel uit maakte, opereerde in het departement Gers

Yvonne Cormeau (Shanghai, 18 december 1909 - Fleet (Hampshire), 25 december 1997) was in de Tweede Wereldoorlog onder de codenaam Annete geheim agent bij de Special Operations Executive (SOE) - een clandestiene organisatie van het Verenigd Koninkrijk. Zij was wireless operator voor het Wheelwright-netwerk in het zuidwesten van Frankrijk vanaf augustus 1943 tot september 1944 toen deze streek werd bevrijd (zie kaartje).
De hoeveelheid en kwaliteit van de door Cormeau uitgezonden berichten oogstten naderhand veel lof. Voor een wireless operator overleefde zij buitengewoon lang; aanvankelijk duurde het gemiddeld slechts zes weken voordat deze operators waren uitgepeild of op een andere wijze werden ontdekt en gevangen genomen door de Duitse bezetter. Voor haar verzetswerk ontving ze onder meer de Orde van het Britse Rijk en het Franse Croix de Guerre en werd zij benoemd tot ridder in het Legioen van Eer.

## Jeugd
Yvonne Cormeau werd in 1909 geboren en ontving de doopnamen Beatrice Yvonne Biesterfeld van haar Belgische vader (consulaire ambtenaar) en Schotse moeder. Onderwijs volgde zij afwisselend in Brussel (België) en in Edinburgh (Schotland). Na haar opleiding werkte zij enige tijd als secretaresse van de juridisch adviseur op de Britse ambassade in Brussel. Toen ze in 1937 Charles Emile Cormeau huwde, was zij woonachtig in Londen. Haar man was registeraccountant en trad tijdens de mobilisatie in dienst bij The Rifle Brigade. In november 1940 raakte hij in de slag om Frankrijk gewond en werd teruggestuurd naar het Verenigd Koninkrijk. Kort daarop kwam hij om, toen hun huis in Londen werd gebombardeerd. Op datzelfde moment beschermde een omgevallen badkuip Yvonne Cormeau’s vitale delen, waardoor zij in leven bleef. Zij verloor daarbij wel haar foetus. Yvette, haar dochter van twee, was eerder al naar het platteland gebracht, ver van de frequente bombardementen op Londen.

## Tweede Wereldoorlog

### Rekrutering en training
Als weduwe besloot Cormeau om "de plaats van haar echtgenoot in de strijdkrachten in te nemen" en in november 1941 trad zij in dienst bij de WAAF, eerst bij RAF Innsworth. Tijdens haar dienstverband bij RAF Swinderby gaf ze gehoor aan een oproep voor taalkundigen. Daarna werd zij aangeworven door SOE. Deze geheime organisatie voerde verkennings-, spionage- en sabotagemissies uit in bezet Europa, ter ondersteuning van het lokale verzet en de geallieerde troepen die vochten tegen de asmogendheden. SOE-agenten sloten zich daartoe bij Franse verzetsgroepen aan en voorzagen hen van wapens en apparatuur, die vanuit Groot-Brittannië waren geparachuteerd. Op 15 februari 1943 begon zij aan haar training als wireless (W/T) operator bij F-sectie (de Franse tak van SOE). Ze werd gepromoveerd tot Flight Officer. Cormeau had Yvette ondergebracht in een Ursulinenklooster in Oxfordshire, waar ze tot de terugkeer van haar moeder verbleef. Yvonne Cormeau onderging haar SOE-training samen met Yolande Beekman en Noor Inayat Khan. Zij was de enige van deze drie die haar missie in Frankrijk overleefde.
In de nacht van 22 augustus 1943 verliet Cormeau RAF Tempsford en werd geparachuteerd boven Saint-Antoine-du-Queyret, 45 km ten oosten van Bordeaux. Zij werd ingezet in het Wheelwright-netwerk in Gascogne. Cormeau had de leider daarvan, George Starr (codenaam Hilaire), voor de oorlog gekend, toen zij in Brussel woonde. Op aanraden van Starr droeg ze de revolver uit haar standaarduitrusting nooit gedurende haar verblijf van dertien maanden in Frankrijk. Als je in het bezit van een vuurwapen of een cyanidepil door de Duitsers gevangen zou worden genomen, dan betekende dat volgens hem automatisch een doodsvonnis. De cyanidepil die SOE haar agenten aanbood, zodat zij zelfmoord zouden kunnen plegen als ze gevangen genomen zouden zijn, had Yvonne Cormeau in Engeland al afgeslagen.

### Operaties en berichten
Cormeau was een getalenteerde en nauwkeurige W/T-operator; zij was in staat om in morse 18 tot 22 woorden per minuut te verzenden, terwijl een gemiddelde operator aan 12 woorden per minuut kwam. Snelheid was uiterst belangrijk voor een operator, want hoe langer men online moest zijn, hoe groter de kans was door de nazi’s te worden gevonden met behulp van richtingszoekapparatuur.
Standaard werden SOE-operators uitgerust met een draadloze B Mark II zender/ontvanger, een omslachtige kortegolf machine van 14 kg verborgen in een koffer. De operator moest bij deze zender een draadantenne van 20 m uitleggen. In de landelijke gebieden waar Cormeau werkte, spande ze die antenne vaak tussen de wijnranken in een wijngaard. De draadloze verbinding kon worden gevoed door wisselstroom of door een autoaccu. Cormeau gebruikte een accu, omdat ze geloofde dat het dan voor de Duitsers moeilijker was om de zender te traceren. Bovendien hadden de dorpen waarin zij werkte meestal geen elektriciteit. Cormeau droeg de kristallen voor de machine en de codes afzonderlijk in een verborgen compartiment van haar tas. Ze gaf er de voorkeur aan haar codes op zijden zakdoeken te schrijven in plaats van op de omslachtigere one-time pads van papier. Al vlug na aanvang van haar missie voorzag SOE Cormeau van een makkelijker draagbare Type A MK III zender, die slechts 4 kg woog en in een attachékoffertje zat, maar een kleiner bereik had.
De belangrijkste manier om detectie en arrestatie te voorkomen, was de radio zo kort mogelijk te gebruiken en met variabele tussenpozen en op uiteenlopende locaties. Bovendien gaf SOE de instructie: "Het ideaal is dat de W/T-operator niets anders doet dan W/T-werk, zijn organisator [leider] zo min mogelijk of helemaal niet ziet en contact heeft met zo min mogelijk netwerkleden."

### Werkzaamheden
In de eerste paar maanden dat ze in Frankrijk was, werkte Cormeau ook als koerier voor Starr. De planning was dat zij drie uitzendingen per week verzorgde, waarbij ze berichten moest coderen en decoderen. Het Wheelwright-netwerk was groot en Cormeau veranderde vaak van locatie en verbleef nooit langer dan drie dagen in één huis. Dit was belangrijk voor zowel haar eigen veiligheid als voor die van de families die haar toestonden om bij hen te verblijven en vanaf hun terrein te zenden. Het bergachtige landschap van de uitlopers van de Pyreneeën gaf haar de gelegenheid om tijdens het zenden de omgeving af te speuren met een verrekijker en zo nodig de communicatie te verbreken.
Tijdens het rondreizen spotte ze ook velden die gebruikt konden worden om voorraden te parachuteren of als landingsbaan voor vliegtuigen konden dienen; de coördinaten verzond ze naar SOE in Londen.
Zij presenteerde zichzelf als districtsverpleegkundige, om daarmee te kunnen verklaren waarom ze van plaats naar plaats reisde, als ze door Duitsers of de Franse politie, de Milice, zou worden aangehouden om haar papieren te controleren. De Duitsers waren op de hoogte van  de aanwezigheid van een zender en waren actief naar haar op zoek. Toen ze door een agent met de codenaam Rodolph was verraden, werd ze bijna door de Duitsers gearresteerd. Ondanks de posters met een nauwkeurige schets van haar erop bleef zij opereren. Bij een wegversperring werd ze samen met Starr aangehouden en ondervraagd met een geweer in hun rug. Uiteindelijk accepteerden de Duitsers haar verhaal en ontdekten niet dat hun identiteitspapieren vals waren. Cormeau slaagde er bovendien in haar zendapparatuur door te laten gaan voor een röntgenapparaat.
Begin 1944, toen men een invasie van Frankrijk door de Geallieerden verwachtte, namen de activiteiten van het verzet toe en daardoor werd er meer van Cormeau geëist. Zij zond meerdere keren per dag uit en verbleef lange tijd op één plaats, in het heuveldorp Castelnau-sur-l'Auvignon hoofdkwartier van George Starr. De officiële historicus van SOE, MRD Foot, beschreef het werk van Cormeau als volgt.
[Ze was] een perfect onopvallende en veilige ambachtsvrouw. … Ze heeft een van de striktste veiligheidsregels voor operators overtreden - je altijd blijven verplaatsen - met succes: ze heeft zes opeenvolgende maanden vanuit hetzelfde huis uitgezonden. Ze kon drie mijl overzien vanuit het raam waarbij ze werkte, dat was een beveiliging; een effectievere was dat er geen stromend water in het dorp was, dus de Duitsers die wisten dat er ergens in de buurt een Engelse operator was, dachten er nooit aan haar daar te zoeken.— Michael Foot 
Cormeau stuurde meer dan 400 berichten naar Londen, allemaal foutloos; slechts een andere operator overtrof dit aantal en die was langere tijd actief. Ze zorgde ervoor dat er wapens en voorraden werden gedropt voor de plaatselijke Maquis. Daarnaast hielp zij bij het doorsnijden van stroom- en telefoonlijnen, resulterend in het isolement van het garnizoen Wehrmachtgruppe G, gelegerd in de buurt van Toulouse.
In juni 1944 werd Cormeau in haar been geschoten tijdens haar vlucht voor een Duitse aanval op Castelnau. Zij slaagde erin met haar zender te ontsnappen. De jurk die ze destijds droeg en haar bebloede aktetas zijn tentoongesteld in het Imperial War Museum in Londen, samen met haar WAAF-uniform.
Een jaar na het einde van de oorlog werd Yvonne Cormeau gedemobiliseerd.

## Onderscheidingen
Na de oorlog werd Yvonne Cormeau benoemd tot MBE en onderscheiden met het Légion d'honneur, Croix de Guerre en de Médaille de la Résistance en Palmes Academiques.
| Member of the Order of the British Empire |                         |                           |                              |
| 1939-1945 Star                            | France and Germany Star | Defence Medal             | War Medal                    |
| Légion d'honneur (Chevalier)              | Croix de Guerre         | Médaille de la Résistance | Ordre des Palmes académiques |

## Burgerleven
Na de oorlog ging Yvonne Cormeau met haar dochter in Londen wonen. Zij werkte als vertaler bij de SOE-sectie op het Britse ministerie van buitenlandse zaken. Cormeau was een van de eerste leden van de Special Forces Club in Londen en werd bestuurslid. Ze werd een spil in de vereniging van F-sectie-veteranen en regelde hun jaarlijkse 14-juli-diner. Zij bevorderde de Anglo-Franse relaties.
Toen zij in de 70 was, huwde ze James Edgar Farrow, die ze al in 1945 had ontmoet en met wie ze in Derbyshire ging wonen. Hij stierf in 1992. In 1989 was zij hoofdpersoon in het BBC televisieprogramma This Is Your Life. Ze is geïnterviewd voor de film Charlotte Gray. Zij was ook adviseur voor de BBC televisieserie Wish Me Luck. Yvonne Cormeau bracht haar laatste jaren door in verpleeghuis Tall Pines, destijds gevestigd aan Gally Hill Road in Fleet (Hampshire). Yvonne Cormeau-Farrow stierf daar in 1997. Haar herdenkingsdienst werd bijgewoond door vertegenwoordigers van zowel de Britse als de Franse regering.